# 东港湖
东港湖是一个位于中国湖北省荆州市的淡水湖，面积约为6.08平方千米，属于长江区。它的一级流域为长江流域，二级流域为长江干流水系。